# Autobahnkreuz Weinsberg

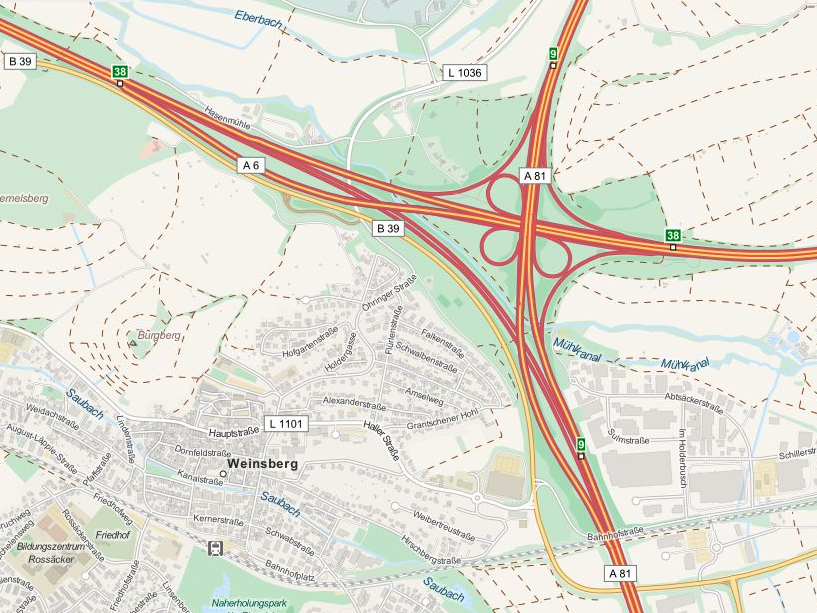
Kartenausschnitt des Weinsberger Kreuzes

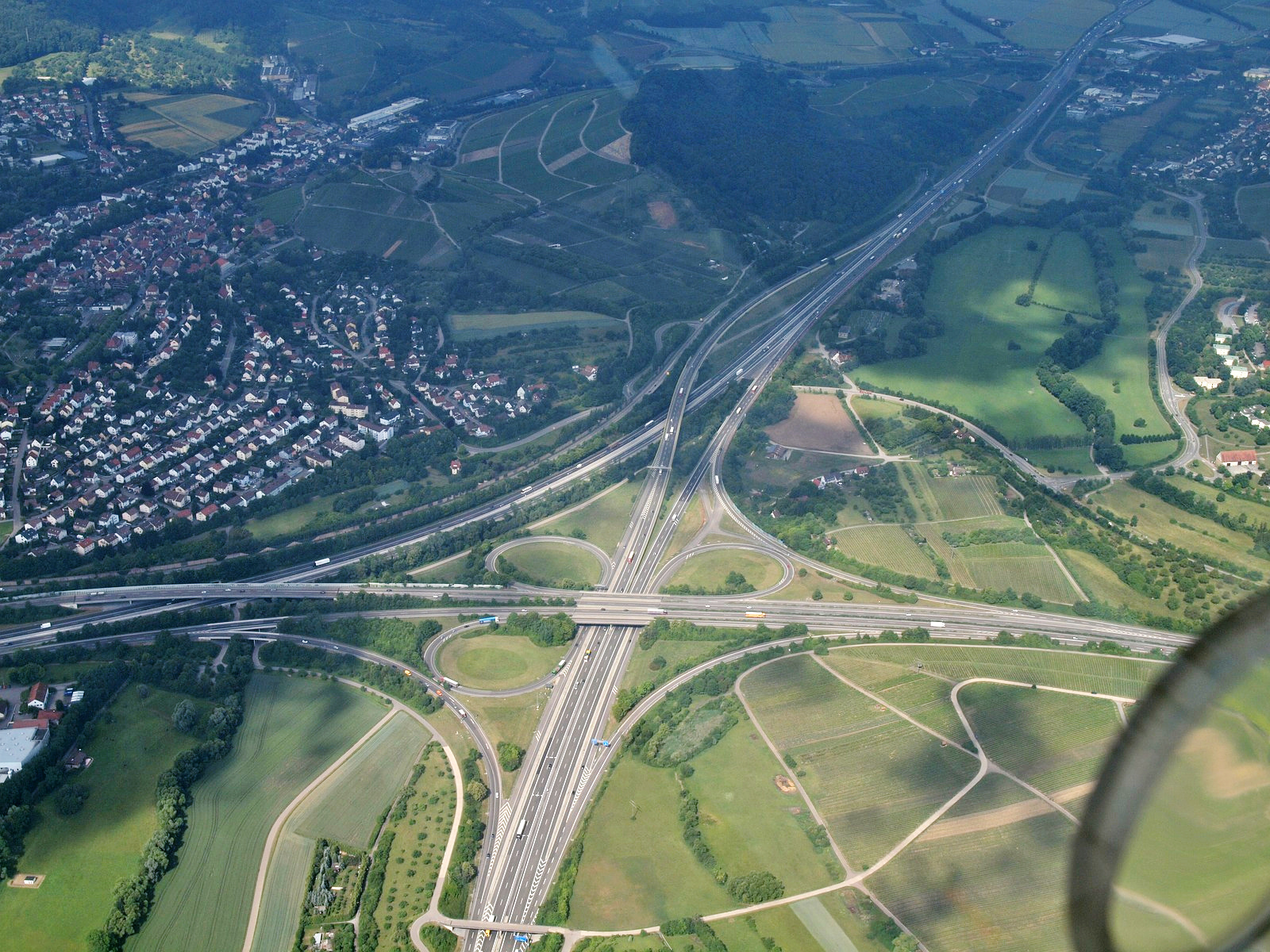
Luftbild von Osten aus gesehen

Das Autobahnkreuz Weinsberg (Abkürzung: AK Weinsberg; Kurzform: Kreuz Weinsberg; auch Weinsberger Kreuz) ist ein Autobahnkreuz in Baden-Württemberg bei Heilbronn. Hier kreuzen sich die Bundesautobahn 6 (Saarbrücken–Mannheim–Nürnberg) (Europastraße 50) und die Bundesautobahn 81 (Würzburg–Stuttgart–Singen (Hohentwiel)) (Europastraße 41).

## Geographie
Das Autobahnkreuz liegt auf dem Gebiet der Stadt Weinsberg im Tal der Sulm, die für den Bau des Kreuzes verlegt werden musste und seitdem mitten durch das Autobahnkreuz fließt. Die umliegenden Gemeinden sind Ellhofen, Eberstadt und Erlenbach. Das Autobahnkreuz Weinsberg befindet sich etwa 85 km südwestlich von Würzburg, etwa 6 km nordöstlich von Heilbronn und etwa 45 km nördlich von Stuttgart.
Das Autobahnkreuz Weinsberg trägt auf der A 81 die Nummer 9, auf der A 6 die Nummer 38.

## Ausbauzustand und Bauform
Die A 6 ist Richtung Westen, die A 81 in Richtung Süden sechsstreifig ausgebaut. Die A 81 in Richtung Norden und die A 6 Richtung Osten vierstreifig. Die Überleitungen aus und in Richtung Stuttgart nach Mannheim und Würzburg sind zweistreifig, die restlichen einstreifig. Die kurze Überleitung Stuttgart – Nürnberg beginnt zweistreifig, wird am Ende aber einstreifig. Deshalb wird sie von praktisch allen Verkehrsteilnehmern nur einstreifig befahren.
Das Autobahnkreuz, das als Variante der Kleeblattform ausgeführt ist, wurde von 1966 bis 1970 in drei Bauphasen erstellt. Der größte Verkehrsstrom zwischen Mannheim und Stuttgart wird über eine südwestliche Doppeltangente geführt, die in der ersten Bauphase erstellt wurde. Für die Strecken Stuttgart–Würzburg und Mannheim–Nürnberg wurde dann das restliche Autobahnkreuz in zwei weiteren Bauphasen erstellt.
Aus Richtung Mannheim und Stuttgart kommend handelt es sich um ein sog. TOTSO.

### Prinzipgleiche Straßenkreuzungen
- Autobahnkreuz Kiel-West
- Autobahnkreuz Bliesheim
- Autobahnkreuz Nürnberg
- Autobahnkreuz Hegau
- Autobahnkreuz Wuppertal-Nord

## Verkehrsaufkommen
Das Kreuz wird täglich von rund 147.000 Fahrzeugen passiert.
| Von                               | Nach                         | Durchschnittliche tägliche Verkehrsstärke | Durchschnittliche tägliche Verkehrsstärke | Durchschnittliche tägliche Verkehrsstärke | Anteil Schwerlastverkehr | Anteil Schwerlastverkehr | Anteil Schwerlastverkehr |
| Von                               | Nach                         | 2005                                      | 2010                                      | 2015                                      | 2005                     | 2010                     | 2015                     |
| --------------------------------- | ---------------------------- | ----------------------------------------- | ----------------------------------------- | ----------------------------------------- | ------------------------ | ------------------------ | ------------------------ |
| AS Heilbronn/Untereisesheim (A 6) | AK Weinsberg                 | keine Daten                               | 89.100                                    | 99.100                                    | keine Daten              | 18,3 %                   | 19,1 %                   |
| AK Weinsberg                      | AS Bretzfeld (A 6)           | 60.100                                    | 59.600                                    | 63.500                                    | 23,8 %                   | 23,1 %                   | 22,2 %                   |
| AS Möckmühl (A 81)                | AK Weinsberg                 | keine Daten                               | 34.800                                    | 38.300                                    | keine Daten              | 14,8 %                   | 15,0 %                   |
| AK Weinsberg                      | AS Weinsberg/Ellhofen (A 81) | 90.900                                    | 99.700                                    | 95.100                                    | 11,7 %                   | 12,0 %                   | 12,1 %                   |